# Trindstarr
Trindstarr (Carex diandra) är en flerårig gräslik växt inom släktet starrar och familjen halvgräs. Den växer glest tuvad eller i glesa mattor, med rötter 0,5 - 1 mm tjocka utan filthår. Basala svartbruna slidor, ofta glänsande, i gråbrunt till svartbrunt. Strån nertill är nästan trinda, men upptill trubbiga, trekantiga och sträva. Bladen är en till två mm breda och grågröna. Axsamlingen är två till fyra cm, inte mer än en cm bred och mer eller mindre tät, om 5 till 10 tätt ogrenade ax. Axfjällen är två till tre mm, blekt brunvioletta och med kort grön mittnerv. Fruktgömman är 2,5 - 3 mm, glänsande bruna och med två mycket kraftiga nerver på ryggsidan. Trindstarr blir från 30 till 60 cm hög och blommar från maj till juni. Trindstarr kännetecknas av flera likadana ax, hanblomman överst och att strån är stuvade, något som den har gemensamt med 8 andra arter. Se starrar. Bildar hybrider med vippstarr och tagelstarr i sällsynta fall.

## Utbredning
Trindstarr är ganska vanlig i Norden och påträffas vanligtvis på blöt torvmark, som exempelvis gungflyständer, skogstjärnar, myrar, småkärr och fuktängar. Dess utbredning i Norden sträcker sig till hela Danmark, stora delar av Svealand och Götaland i Sverige, nästan hela Finland, södra och västra delar av Norge och på några få platser på Islands sydkust.
- Referens: Den nya nordiska floran ISBN 91-46-17584-9